# 以弗所的馬克西穆斯
以弗所的馬克西穆斯（Maximus of Ephesus，?-371年），新柏拉圖主義的哲學家和巫師。他是公元四世紀羅馬皇帝尤利安的老師，對皇帝有很大的影響。
尤利安皇帝死後，他被皇帝瓦伦斯囚禁。後釋放，但最終還是因參加謀刺瓦侖士的活動而被處死。